# Фoсфаген
Фосфагените действат като форми за съхранение и трансфер на висок групов потенциал, известни също като високо енргитични (макроергочни) фосфат съдържащи съединения, включващи креатин фосфат (∆G′ = -43,1 KJ/mol), който се среща основно в скелетната мускулатура на гръбначни, но и в сърце, сперматозоиди и мозък и аргинин фосфат (∆G′ = – KJ/mol), който се среща в мускулатура на безгръбначни. При условия в които АТФ се използва бързо като източник на енергия за мускулна контракция, фосфагените позволяват концентрациите ѝ да се поддържа, когато съотношението АТФ/ АДФ е високо, концентрацията на фосфагените може да се увеличи, действайки като енергиен склад.
Те позволяват поддържането на високоенергиен фосфатен пул в концентрационен диапазон, който, ако всичкият макроергичен фосфат е в съставът на аденозин трифосфат (АТФ), би създало проблеми поради реакциите, консумиращи АТФ в тези тъкани. поради това че мускулните тъкани могат да имат внезапни нужди от много енергия; тези съединения могат да поддържат резерв от високоенергийни фосфати, които могат да бъдат използват при необходимост, за да осигурят енергия, която не може да бъде доставена незабавно чрез гликолиза или окислително фосфорилиране. Фосфагените доставят незабавна, но ограничено количество енергия.
Креатин фосфатът и аргинин фосфатът се наричат още фосфогуаниди.
Действителната биомолекула, използвана като фосфаген, зависи от организма. По-голямата част от животните използват аргинин като фосфаген; филумът Chordata (т.е. животни с гръбначни връзки) обаче използва креатин. Креатинфосфатът или фосфокреатинът се произвежда от АТФ от ензима креатин киназа в обратима реакция:
   Креатин + ATP ⇌ Креатин-фосфат + ADP (тази реакция е Mg++ – зависима)
Въпреки това, annelids (сегментирани червеи) използват набор от уникални фосфагени; например, земните червеи използват съединението ломбрицин. Фосфагените са открити от Филип Еглетон и съпругата му Грейс Еглетон.

## Креатинфосфат
Креатин е органично съединение с номиналната формула (H2N)(HN)CN(CH3)CH2CO2H. Съществуват различни модификации (тавтомери) в разтвор. Креатинът се намира в гръбначни животни, където улеснява рециклирането на аденозин трифосфат (АТФ), енергийната валута на клетката, главно в мускулната, мозъчната тъкан и миокард. Рециклирането се постига чрез превръщане на аденозин дифосфат (АДФ) обратно в АТФ чрез пренос на макроергични фосфатни групи. Креатинът действа и като буфер.
Фосфокреатин, известен още като креатинфосфат (КФ) или PCr (Pcr, ФКр), е фосфорилирана креатинова молекула, която служи като бързо мобилизиращ се запас от високоенергийни фосфати в скелетните мускули, миокард и мозък за рециклиране на аденозин трифосфат, енергийната валута на клетката.
Фосфокреатинът може анаеробно да трансферира фосфатна група на АДФ, за да образува АТФ през първите две до седем секунди след интензивно мускулно или невронално усилие. И обратното, излишъкът от АТФ може да се използва в период на малки усилия за превръщане на креатина във фосфокреатин. Обратимото фосфорилиране на креатина (т.е. реакция в права и обратна посока) се катализира от няколко изоформи на ензимът креатин киназа. Наличието на креатин киназа (CK-MB, за мускул/мозък) в кръвната плазма е показателно за увреждане на тъканите и се използва при диагностицирането на инфаркт на миокарда. Способността на клетката да генерира фосфокреатин от излишък на АТФ по време на почивка, както и използването на фосфокреатин за бърза регенерация на АТФ по време на интензивна активност, осигурява пространствен и времеви буфер на АТФ концентрацията. С други думи, фосфокреатинът действа като високоенергиен резерв в спреганти реакции; енергията, отделена от трансфера на фосфатната група енергия, се използва за регенериране на другото съединение – в случая АТФ. Фосфокреатинът играе особено важна роля в тъканите, които имат високи, колебаещи се енергийни нужди като мускули и мозък.

### Аргининфосфат
Аргининът, известен още като L-аргинин (символ Arg или R), е α-аминокиселина, която се използва в биосинтезата на протеини. Страничната верига на аминокиселината на аргинин се състои от 3-въглеродна алифатна права верига, дисталният край на която е затворена от гуанидо група, която има рКа 12,48, и затова винаги се протонира и ее положително заредена при физиологично pH. Поради конюгацията между двойната връзка и азотните елктронни двойки, положителният заряд се делокализира, което позволява образуването на множество водородни връзки.
Аргининът е непосредственият предшественик на NO, важна сигнална молекула, която може да действа като вторичен посредник, както и междуклетъчен (първичен) посредник, който регулира вазодилатацията, а също играе роля в реакцията на имунната система към инфекция.
Аргининът е също предшественик в синтезът на урея, орнитин и агматин; е необходим за синтеза на креатин; може да се използва за синтеза на полиамини (главно чрез орнитин и в по-малка степен чрез агматин, цитрулин и глутамат) Наличието на асиметричен диметиларгинин (ADMA), близко родствен, инхибиртор на азотния оксид реакцията; следователно ADMA се счита за маркер за съдови заболявания, както L-аргининът се счита за признак на здрав ендотел.
Остатъците от аргинин в протеините могат да бъдат деиминирани от PAD ензими, за да образуват цитрулин, в процес на пост-транслационна модификация, наречен цитрулинизация. Това е важно за развитието на плода, е част от нормалния имунен процес, както и контролът на генната експресия, но е също важен при автоимунни заболявания.:275 Друга посттранслационна модификация на аргинин включва метилиране чрез ензими метилтрансферази. :176